# Stephen Mallory
Stephen Mallory, né en 1813 à  Port-d'Espagne dans les Antilles britanniques, aujourd'hui à Trinidad-et-Tobago et mort le 9 novembre 1873 à Pensacola en Floride, est un homme politique américain et le secrétaire à la Marine des États confédérés d'Amérique, durant la Guerre de Sécession. Sénateur de la Floride, il fut l'un des membres du Cabinet du président Jefferson Davis les plus compétents.